# Linum striatum
Linum striatum là một loài thực vật có hoa trong họ Linaceae. Loài này được Walter mô tả khoa học đầu tiên năm 1788.